# Änger
Der Änger ist eine 1123 m ü. NHN hohe Kammerhebung des Hauptmannsbergs (1129 m ü. NHN) in der Gebirgslandschaft Adelegg im Allgäu.

## Beschreibung
Der bewaldete Änger steht am Südrand des Kürnacher Waldes zum Buchenberger Wald auf der Gemarkung von Markt Buchenberg im schwäbischen Landkreis Oberallgäu in Bayern. Zusammen mit dem östlich gelegenen Gipfel des Hauptmannsberg, bei dem sich die Große Schwedenschanze befindet, liegt er auf der Wasserscheide zwischen dem Einzugsgebiet der oberen Eschach im Süden, die wenig südöstlich des höheren Nebengipfels entspringt, und von deren rechtem Nebenfluss Kürnach im Norden. Einige Quellen des Kürnach-Zulaufes Große Goldach entspringen am Nordhang.
In Fortsetzung des Rückens zum Hauptmannsberg liegt hinter diesem im Osten der bis 1129 m ü. NHN hohe Ursersberg, südlich von diesem der Schmalenberg (1092 m ü. NHN). Ein Ausläufer nach Norden endet in der Kreuzleshöhe (1115 m ü. NHN), einer nach Südwesten in der Sephenhöhe (1093 m ü. NHN), von dieser geht zuvor südöstlich ein weiterer Rückenzweig zum Ochsenberg ab  (1059 m ü. NHN).